# Xenopus lenduensis
Espèce
Xenopus lenduensis est une espèce d'amphibiens de la famille des Pipidae.

## Répartition
Cette espèce est endémique du territoire de Djugu dans la province de l'Ituri en République démocratique du Congo. Elle se rencontre sur le plateau Lendu (en), à environ 2 080 m d'altitude.

## Étymologie
Son nom d'espèce, composé de lendu et du suffixe latin -ensis, « qui vit dans, qui habite », lui a été donné en référence au lieu de sa découverte, le plateau Lendu.

## Publication originale
- Evans, Greenbaum, Kusamba, Carter, Tobias, Mendel & Kelley, 2011 : Description of a new octoploid frog species (Anura: Pipidae: Xenopus) from the Democratic Republic of the Congo, with a discussion of the biogeography of African clawed frogs in the Albertine Rift. Journal of Zoology. London, vol. 283, p. 276-290.